# 대한민국 검찰청

대검찰청 청사

검찰청(檢察廳)은 검사에 관한 사무를 총괄하는 대한민국의 중앙행정기관이다.
검찰청은 대검찰청, 고등검찰청, 지방검찰청 등을 아울러 이르는 표현으로 각각 대법원, 고등법원, 지방법원 등에 대응하여 설치하며, 지원에 대응해서 지청을 설치할 수 있다. 각 검찰청의 관할구역은 각 법원의 관할구역에 따른다.

## 역할과 직무
검찰청은 검사의 사무를 총괄하는 기관으로, 검사의 구체적인 직무와 권한은 다음과 같다.
1. 범죄수사, 공소의 제기 및 그 유지에 필요한 사항
2. 범죄수사에 관한 사법경찰관리 지휘·감독
3. 법원에 대한 법령의 정당한 적용 청구
4. 재판 집행 지휘·감독
5. 국가를 당사자 또는 참가인으로 하는 소송과 행정소송 수행 또는 그 수행에 관한 지휘·감독
6. 다른 법령에 따라 그 권한에 속하는 사항

### 형사소송법상 권한
「형사소송법」 제246조 "(국가소추주의) 공소는 검사가 제기하여 수행한다"와 제247조 "(기소편의주의) 검사는 "「형법」 제51조의 사항을 참작하여 공소를 제기하지 아니할 수 있다"를 통해 범죄를 기소하여 소추하는 권한을 국가기관인 검사만이 갖는 기소독점권(기소독점주의)을 가지고 있다."고 흔히 알려져 있으나 경찰도 법률에서 벌금이나 징역 또는 벌금으로 처벌하는 사건에 대해 처분하는 즉결심판이라는 소추권이 있다. 또한, 공수처 설치에 따라 고위공직자에 대한 수사권, 기소권이 공수처로 이관되었다.

## 연혁

### 설립
1948년 8월 2일 국회가 '검찰청법'을 제정·공포하면서 검찰청이 설립되었다. 이때부터 법원으로부터 독립적인 검찰활동을 할 수 있게 되었다.

## 조직
- 대검찰청

| - 서울고등검찰청 - 서울중앙지방검찰청 - 서울동부지방검찰청 - 서울남부지방검찰청 - 서울북부지방검찰청 - 서울서부지방검찰청 - 의정부지방검찰청 - 고양지청 - 인천지방검찰청 - 부천지청 - 춘천지방검찰청 - 강릉지청 - 원주지청 - 속초지청 - 영월지청 | - 수원고등검찰청 - 수원지방검찰청 - 성남지청 - 여주지청 - 평택지청 - 안산지청 - 안양지청 | - 대전고등검찰청 - 대전지방검찰청 - 홍성지청 - 공주지청 - 논산지청 - 서산지청 - 천안지청 - 청주지방검찰청 - 충주지청 - 제천지청 - 영동지청 | - 대구고등검찰청 - 대구지방검찰청 - 안동지청 - 경주지청 - 김천지청 - 상주지청 - 의성지청 - 영덕지청 - 포항지청 - 서부지청 | - 부산고등검찰청 - 부산지방검찰청 - 동부지청 - 서부지청 - 창원지방검찰청 - 진주지청 - 통영지청 - 밀양지청 - 거창지청 - 마산지청 - 울산지방검찰청 | - 광주고등검찰청 - 광주지방검찰청 - 목포지청 - 장흥지청 - 순천지청 - 해남지청 - 전주지방검찰청 - 군산지청 - 정읍지청 - 남원지청 - 제주지방검찰청 |

## 비판
검찰에 대한 비판은 주로 정권과 권력에 따른 수사 중립성 위반과, 뇌물 등 청렴성 문제다. 한나라당 정두언 의원은 "국민 모두가 범인과 배후를 아는데 검찰만 모르는 사건도 한 두건이 아니었다"라며 검찰의 이중적인 모습을 비판했다. 이후 검찰은 국회 사법개혁특위에 소속된 국회의원들을 뒷조사를 하여 물의를 일으켰다. 민주당 김진표 원내대표는 "검찰 수사권을 조정하려는 것은 제왕적 권리를 견제와 균형의 논리로 분배하자는 것"이라고 지적했다. 기소유예를 이용하여 정권의 권력에 따라 면죄부를 주는 경우도 많다는 지적이 있다. 2011년 6월에는 검찰과 경찰이 검사의 사법경찰관 지휘에 대한 세부사항을 법무부령으로 정하기로 합의한 것을 국회 법사위가 대통령령으로 규정하도록 수정 의결한 것에 대해 극렬하게 반발, 검사장급이 집단으로 사표를 내고 이어 평검사들까지 사표를 내면서 집단움직임에 대한 비판이 제기됐다. 이명박 대통령도 "국민의 입장에서 성숙한 자세를 보여주기 바란다"라며 자제를 촉구했다.
2011년 8월에는 저축은행 관련 사태에 대한 국정조사가 열린 가운데 검찰 간부를 국회로 출석하도록 통보하였으나 한명도 나오지 않았고 이에 저축은행 국정조사 특위는 여야만장일치로 검찰 간부 6명에 대해 무더기 동행명령장을 발부했지만 응하지 않았다.

### 수사권, 기소권의 남용
대한민국 검찰은 형사재판에 대한 기소권을 독점하고 있으며(기소독점주의), 재량에 따라 공소를 제기하지 않을 수 있다(기소편의주의).
환경운동연합 대표인 최열에 대한 수사의 경우, 검찰이 횡령으로 구속영장을 청구했다 법원이 이를 기각하자 주변 사람들을 조사한 뒤 알선수재 혐의로 다시 영장을 청구하였다. 이 구속 영장이 또 기각되자 최열을 불구속 기소하였으며, 일부에서는 대운하 사업에 방해되는 환경단체의 대표를 길들이기 위한 성격이 있다고 비판했다.
2000년 6월엔 법학 교수 43명이 삼성 이건희 회장 등 에버랜드 이사진과 계열사 사장 등 33명을 에버랜드 편법증여 사건으로 검찰에 고발한 사건 역시 기소편의주의의 맹점으로 지적되고 있다. 검찰은 고발 접수 뒤 3년 반동안 기소하지 않고 담당 검사가 여러번 바뀐 끝에 2003년 12월 공소시효를 하루 남겨두고 피고발인 33명 중 에버랜드의 전·현직 사장인 허태학·박노빈 두 사람만 특정경제가중처벌법의 배임 혐의로 기소하였다. 그나마도 나머지 31명에 대해서는 제대로 수사를 하지도 않았다.
검찰에 대해 불리한 증언을 한 증인에 대한 위증 수사 역시 문제점으로 지적된다. 2010년 한명숙에 곽영욱이 뇌물을 줬다는 의혹에 대한 공판에서, 전 총리 공관 경호인이 "8년 넘게 총리 공관에서 근무하는 동안 총리가 손님보다 늦게 오찬장에서 나온 적은 없다"라며 한명숙에 유리한 증언을 하자, 검찰은 이미 증언한 증인을 대상으로 "위증 혐의로 수사"한다며 재조사를 하기도 했다.
이러한 검찰의 기소독점주의와, 기소편의주의 등 검찰이 절대권력을 갖고 있는 나라는 전 세계적으로 유례가 없으며 검찰에 대한 개혁이 시급하다는 점에서는 언론과, 시민단체, 각계 인사들과 정치권에서도 꾸준히 제기되고 있다. 노무현 정부는 이러한 문제를 해결하기 위해 공직자비리수사처 신설을 추진했으나 검찰을 비롯한 권력기관들과, 야당의 반대로 이루어지지 못했다. 이명박 정부도 검찰을 비롯한 고위공직자들의 문제를 파악하고 있으며, 이재오도 공직자비리수사처 신설을 추진하기도 했으나 실질적인 결과물로 나타나지는 못했다.

### 서류의 열람, 등사 명령의 거부에 대한 비판
형사소송법 제266조의4에 따르면, 검사가 서류의 열람, 등사를 거부하는 경우, 피고인과 변호인은 법원에 이를 명령하도록 요구할 수 있다. 용산4구역 철거 현장 화재 사고에서 검찰이 경찰 관계자에 대한 3000여쪽의 기록에 대한 열람, 등사를 거부했다. 결국 항소심에서야 용산 참사의 유족들이 서울 고등법원에 김석기 전 서울지방경찰청장에 대해 낸 재정신청 과정에서 공개 요청이 받아들여져 검찰의 수사 기록 3000여 쪽이 공개됐다. 하지만 경찰과 검찰은 이에 반발해 재판부 기피 신청을 냈고, 결국 고등법원 형사부와 대법원에 의해 기각되었다.

### 편파 수사
검찰총장과 검사의 임명권이 대통령에게 있기 때문에 검찰 조직이 권력에서 벗어날 수 없다는 비판이 있으며, 그에 따라 정권마다 다른 성향의 대통령에 맞춰 수사 원칙이 바뀐다는 지적도 받는다. 이명박 정부 들어서는 노무현 전 대통령에 대한 수사와 2008년 촛불시위 수사, 무죄 판결이 났던 정연주 수사, 미네르바 수사, 피디수첩 제작진에 대한 기소, 한명숙 수사, 민간인 사찰사건, 진보성향의 김상곤 경기도 교육감에 대한 수사, 레프트21 판매원을 불법집회로 기소한 사건, 민노당 후원 공무원에 대한 수사와 기소 등이 있다. 민노당을 후원한 공무원은 5천원에서 2만원에 불과한 소액임에도 불구하고 강력하게 수사·기소한 반면, 한나라당을 후원한 공무원들에 대해서는 후원액이 수백만원씩으로 확인되었음에도 무혐의로 수사를 결론짓고 기소도 하지 않아 편파수사라는 비판을 받았다. 특히 노무현 전 대통령에 대한 수사는 구속 여부를 신속하게 결정짓지 않아 전직 대통령에 모욕감을 주었다는 비판이 많았다. 또한 한명숙 전 총리에 대한 수사는 거짓증언과 함께 1시간만에 짜맞췄다는 증언이 나오면서 검찰의 광범위한 수사 조작 논란이 불거지기도 했다. 조국 서울대학교 법대 교수는 "의혹의 대상으로 거론된 인물은 모두 중요한 공인들이고 혐의도 무겁다. 검찰은 이 회장의 주장 가운데서 어디까지가 거짓말이고, 어디까지가 진실인지 분명히 가려야 한다"라고 지적했다. 하태훈 고려대 법학전문대학원 교수도 "이 회장이 자료를 제출하지 않거나 수사에 협조하지 않는다고 해서 수사가 의미 없다고 한다면, 수사기관은 피의자나 참고인의 입에 의존하는 수사만 하는 것이냐"라고 비판했다.
또한 미네르바(박대성)의 잘못된 주장에 대해서는 기소를 하며 강력 대응한 것과는 달리 미네르바에 대한 잘못된 보도를 2개월에 걸쳐서 특종보도를 했던 신동아에 대해서는 아무런 기소나 수사조차 하지 않았다. 민주당 이춘석 대변인은 BBK, 천신일, 라응찬, 민간인 사찰 등의 예로 들며 새로운 증거가 계속 나오고 있지만 재수사만은 못하겠다는 태도 등을 들어 "검찰이 사실상 손을 놓은 수사가 한둘이 아니다"라고 비판했다. 이에 대해 한나라당 홍준표 최고위원은 "수사에서 공정성을 이루고 있는가, 그것은 이 정부가 반성해야 될 문제"라고 비판했다.
대검 중수부에 대한 비판과 함께 존폐 논란도 꾸준하다. 2011년 6월 국회 법사위에서 중수부 폐지가 합의되자 검찰은 강력히 반발하며 수사중인 사건을 중단하기도 했다.

### 검찰 부패 사건들
재벌들과의 뇌물 수수 의혹
검찰이 기업이나 재벌들에게 뇌물을 받는다는 의혹과 비판도 있다.
- 2005년 7월 삼성 X파일 사건: MBC 이상호 기자가 22일 방송을 통해 삼성 엑스파일을 공개했다. 엑스파일은 1997년 대선 과정에서 안기부가 당시 삼성그룹 이학수 부회장과 중앙일보 홍석현 사장의 대화를 도청한 녹음테잎과 이를 분석한 안기부의 보고서를 말한다. X파일에는 1997년 4월부터 10월까지 시시각각 변해가는 당시 정국을 반영한 삼성그룹의 전방위 로비실태가 담겨있던 것으로 전국민에게 큰 충격을 주었다. X파일에는 삼성이 이회창 한나라당 후보에게 엄청난 뇌물을 건냈으며, 최고위급 검찰 간부들에게 명절때마다 1천만원에서 5백만원의 떡값을 뿌리며 검찰 인맥을 관리했다는 내용등이 포함되어 있었다.[26]
- 2007년 김용철이 폭로한 삼성 비자금 관련 폭로 사건으로 인해 검찰이 재벌들에게 전방위적으로 뇌물을 받았는지에 대한 논란을 불러 일으켰다. 이러한 뇌물들은 소위 '떡값'이라는 명분으로 제공되었다는 주장들이 제기되었으며 이를 두고 '떡값을 받은 검찰'이라는 의미로 떡검이라 부르기도 한다.

스폰서와의 성접대
- 2010년 4월 19일 MBC PD수첩은 검찰과 스폰서간의 성접대에 대한 내용을 취재하였다. 건설업자 정모씨는 성접대를 거절한 검사가 5%도 안되었다고 밝히면서 검사들의 광범위한 성접대 의혹에 대해 밝혔다.[27] 이로 인해 검찰은 언론과 국민으로부터 비난을 받게 됐다.[28] 이후 별도의 진상조사위원회를 구성하여 조사를 하였으나 기소된 검사는 단 한 명도 없으며 이번 사건의 핵심인 박기준 검사 등도 해임이 아닌 면직 처분을 권고했다.[29] 이러한 부실 수사 논란 가운데 국회에서는 권력과 분리된 기관에서의 수사가 필요하다는 공감 아래 스폰서 검사 사건을 수사할 특검법이 통과되었다.[30]

승용차 뇌물 사건
- 2010년 특임검사팀은 이날 특정범죄 가중처벌법상 알선수뢰 혐의로 구속된 정모 전 부장검사, 정 전 부장에게 고가의 승용차를 제공한 S건설 김모 사장을 기소했다. 정 전 부장은 김 사장의 고소사건 편의를 봐준 대가로 3400만원 상당의 그랜저 승용차를 받고 자신이 사용하던 시가 400만원대 중형승용차를 김씨에게 준 혐의를 받고 있다. 특임검사팀은 김씨 고소 사건을 처리한 도모 검사실의 최모 수사관(계장)도 2008년 김씨로부터 두 차례에 걸쳐 1000만원을 받은 혐의로 불구속 기소했다.[31]
- 2009년 9월 김종로 부산고검 검사가 사건 청탁 명목으로 박연차 태광산업 전 회장에게서 금품을 받은 혐의(알선수재)로 징역 10월에 집행유예 2년, 추징금 1천245만원이 선고됐다.[32]

부장검사 뇌물수수 의혹
- 2012년 11월 김광준 서울고검 부장검사가 서울중앙지검 특수3부장 재직 시절, 유진그룹 계열사 대표 유아무개(46)씨로부터 5억 9600만원, 다단계 사기범 조희팔씨의 측근 강태용씨로부터 2억 7000만원, 고소 사건 무마 대가로 전 국가정보원 직원 부인 김모씨로부터 8000만원, KTF 임원 유모씨로부터 여행경비 2000만원 등 9억6600만원을 받은 혐의로 구속되었다. 검찰은 특임검사를 임명하여 수사를 진행 중이다.[33]

집무실에서 피의자와 유사성행위 및 성관계
- 감찰본부에 따르면 지방 지청 소속으로 검사 실무수습을 위해 재경지검에 파견된 기혼인 ㄱ검사(30)는 이달 10일쯤 검사 집무실로 피의자인 여성 ㄴ씨(43)를 불러 조사하던 중 ㄴ씨에게 유사 성행위를 시킨 것으로 알려졌다. ㄱ검사는 며칠뒤 ㄴ씨를 구의역 1번출구에서 만나 차에 태워 다시 유사성행위를 하였고[34] 인근 모텔로 데려가 성관계를 가진 것으로 조사됐다. 여성은 성관계 모두가 강압에 의한 것이고 검사는 상호합의하에 이루어진 것이라고 주장하였다. ㄱ검사는 지검 자체 조사에서 ㄴ씨와 성관계를 가진 것은 인정하면서도 이를 문제삼지 않을 것을 합의했다고 주장한 것으로 알려졌다.[35]

성추문 사건

## 평가
2009년, 종합 주간지 《시사in》이 실시한 조사에서 검찰에 대한 신뢰도를 조사한 결과 10점 만점에 4점 가량의 낮은 점수를 받았으며, 국민의 47.1%가 검찰을 불신한다고 대답했다.
2017년에는 형사정책연구원이 발간한 '한국의 형사사법 체계 및 관리에 관한 연구' 보고서에 의하면 검찰은 법원·경찰·교도소·보호관찰소 등 5대 형사사법기관 중 가장 낮은 점수인 2.61점을 받았다(5점 만점). 또한 12.7%가 '신뢰한다'고 답한 것에 비해, 58.7%가 '신뢰하지 않는다'는 부정적 평가를 내렸다.

## 같이 보기
- 대한민국의 검찰총장
- 대한민국 법무부
- 대한민국 법원